# Ramon Rovira i Casanella
Ramon Rovira i Casanella (Jorba, Anoia, 1836 — Barcelona, Barcelonès, 1914) fou un industrial i propietari català, pare de l'industrial i polític Josep Rovira i Bruguera i avi del director de cinema Francesc Rovira i Beleta.
Fill cabaler de l'hisendat Josep Rovira de la Volta i Solà de la Roca (Jorba, 1793-1870), hereu de la pairalia Can Rovira de la Volta, a Jorba (Anoia), fill, al seu torn, de l'hereu Josep Rovira de la Volta i Prat de Vilaclara (Jorba, 1763-1843), dels Prat de Castellfollit del Boix, ciutadans honrats de Barcelona amb els títols aristocràtics de comte de Berbedel, vescomte de Viota de Arba i baró de Sohr, de l'Almolda i d'Antillón. Fou propietari de la Fàbrica El Progreso a Sant Martí de Provençals (1888-1988), part de la maquinària de la qual va ser desmuntada i dipositada, abans del seu enderrocament l'any 1988, al Museu de la Ciència i de la Tècnica de Catalunya (Terrassa) com a patrimoni industrial. Va ser cofundador i vocal de l'Associació General de Propietaris de la Muntanya de Montjuïc, fundada a Barcelona l'any 1900. A la seva mort, van ser cedits a l'Ajuntament de Barcelona els terrenys del sector de la Foixarda al Parc de Montjuïc, propietat de la seva dona, Jacinta Bruguera i Rius, com a hereva i successora de la família Foixart. Va ser inhumat en la tomba familiar del cementiri Vell, presidint el dol Guillem de Boladeres i Romà, alcalde de Barcelona.